# Lauren Schmidt Hissrich

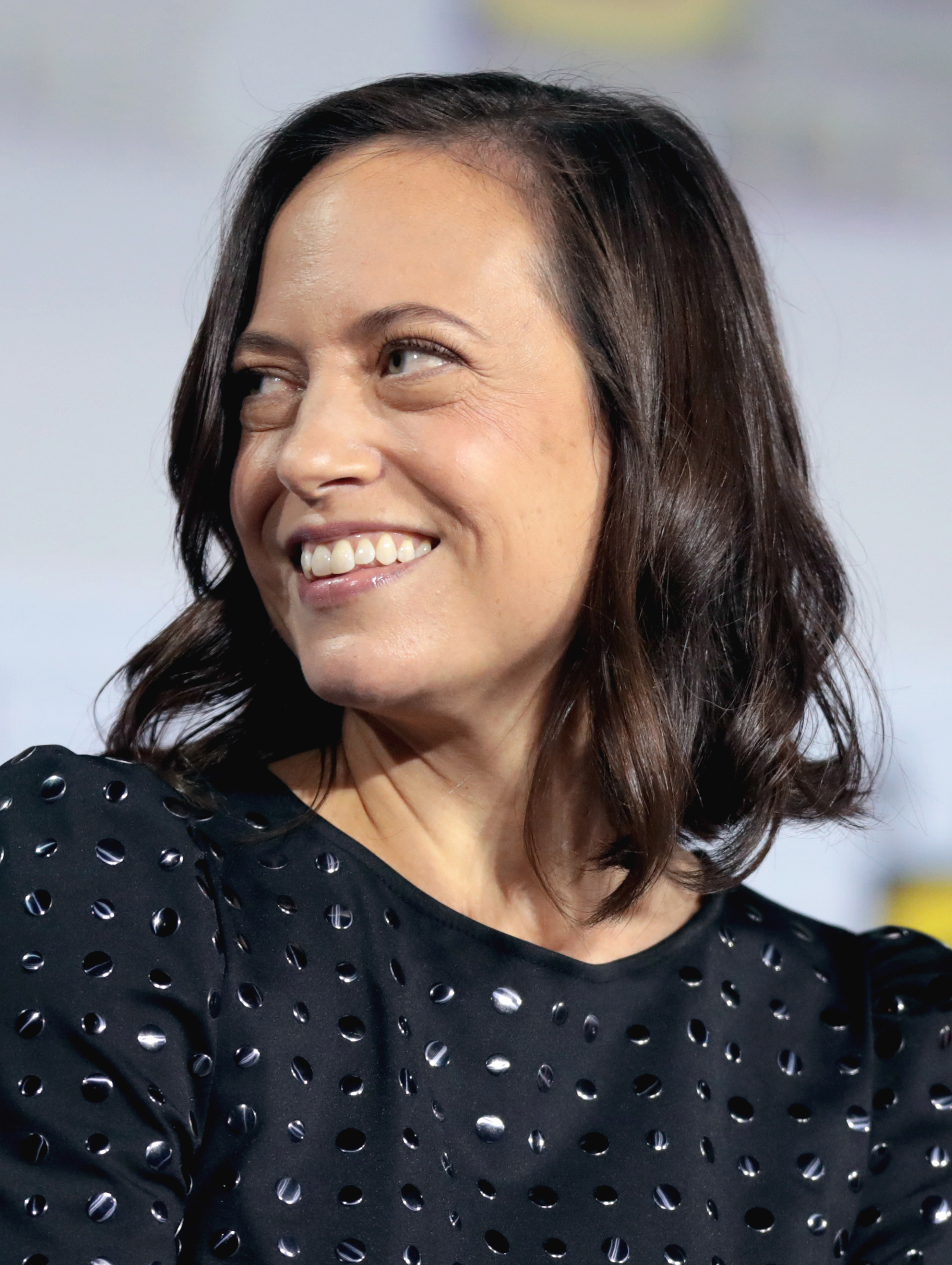
Lauren Schmidt 2019 auf der San Diego Comic-Con

Lauren Schmidt Hissrich (* 1. August 1978 in Ohio als Lauren Schmidt) ist eine US-amerikanische Fernsehproduzentin und Drehbuchautorin. Sie ist die ausführende Produzentin und Regisseurin der Fernsehserie The Witcher.

## Leben und Karriere
Lauren Schmidt Hissrich wuchs in Westerville, Ohio auf und graduierte an der Wittenberg University in Springfield im Jahr 2000 mit einem BA in Englischer Literatur und Kreativem Schreiben.
Sie schrieb die Drehbücher zu den Fernsehserien The West Wing und Justice. Obendrein wirkte sie als Drehbuchautorin und Produzentin an Serien wie Parenthood, Do No Harm, Private Practice, Marvel’s Daredevil, Marvel’s The Defenders und The Umbrella Academy mit. Sie leitet die Produktion von The Witcher, einer Netflix-Serie, die auf der Geralt-Saga von Andrzej Sapkowski basiert.
Mit ihrem Ehemann, dem Produzenten Michael Hissrich, hat sie zwei Kinder. Sie lebt in Los Angeles.

## Filmographie

### Fernsehen
| Jahr      | Titel                              | Credited | Credited           | Credited                 | Bemerkung       |
| Jahr      | Titel                              | Autor    | Executive Producer | Sonstiges                | Bemerkung       |
| --------- | ---------------------------------- | -------- | ------------------ | ------------------------ | --------------- |
| 2002–2006 | The West Wing                      | Ja       |                    | Story Editor, Researcher |                 |
| 2006–2007 | Justice                            | Ja       |                    | Story Editor             |                 |
| 2007      | Drive                              | Ja       |                    | Story Editor             |                 |
| 2007–2009 | Private Practice                   | Ja       | Ja                 |                          |                 |
| 2010      | Parenthood                         | Ja       | Ja                 |                          |                 |
| 2013      | Do No Harm                         | Ja       | Ja                 |                          |                 |
| 2014      | Power                              | Ja       | Ja                 |                          |                 |
| 2016      | Marvel’s Daredevil                 | Ja       | Ja                 |                          |                 |
| 2017      | Marvel’s The Defenders             | Ja       | Ja                 |                          |                 |
| 2019      | The Umbrella Academy               | Ja       | Ja                 |                          |                 |
| seit 2019 | The Witcher                        | Ja       | Ja                 | Showrunner               |                 |
| 2020      | The Witcher: Nightmare of the Wolf | Ja       | Ja                 |                          | Animierter Film |
| 2022      | The Witcher: Blood Origin          | Ja       |                    |                          |                 |